# Chamerernebti
Chamerernebti ist ein altägyptischer Frauenname, der während des Alten Reiches in der 4. und 5. Dynastie gebräuchlich war. Die Übersetzung des Namens lautet „Die Geliebte der beiden Herrinnen erscheint“; der Begriff „Die beiden Herrinnen“ bezieht sich auf die königlichen Schutzgottheiten Nechbet und Wadjet.

## Namensträgerinnen
- Chamerernebti I., Tochter von König Cheops oder Radjedef, (Halb-)Schwester und Gemahlin von König Chephren (4. Dynastie)
- Chamerernebti II., Tochter von König Chephren und dessen Gemahlin Chamerernebti I., Schwester und Gemahlin von König Mykerinos (4. Dynastie)
- Chamerernebti (Tochter Niuserres), Tochter von König Niuserre, Gemahlin des Wesirs Ptahschepses (5. Dynastie)